# Cây Gáo
Cây Gáo là một xã thuộc huyện Trảng Bom, tỉnh Đồng Nai, Việt Nam.

## Địa lý
Xã Cây Gáo nằm ở phía bắc huyện Trảng Bom, có vị trí địa lý:
- Phía đông giáp xã Sông Thao và xã Thanh Bình
- Phía tây giáp xã Sông Trầu và huyện Vĩnh Cửu
- Phía nam giáp xã Sông Trầu
- Phía bắc giáp xã Thanh Bình và huyện Vĩnh Cửu.

Xã có diện tích 17,21 km², dân số năm 2015 là 11.809 người, mật độ dân số đạt 686 người/km².

## Lịch sử
Xã Cây Gáo được thành lập vào năm 1975, là một xã thuộc vùng kinh tế mới của huyện Thống Nhất lúc bấy giờ. Vùng đất này vốn thuộc đồn điền cao su Cây Gáo, một trong các đồn điền cao su tại Đồng Nai do chính quyền thực dân Pháp thành lập vào đầu thế kỷ 20.
Ngày 29 tháng 8 năm 1994, một phần diện tích và dân số của xã Cây Gáo được tách ra để thành lập xã Thanh Bình theo Nghị định số 109/NĐ-CP của Chính phủ. Năm 2003, huyện Thống Nhất chia tách thành hai huyện Thống Nhất và Trảng Bom, xã Cây Gáo thuộc huyện Trảng Bom như hiện nay.

## Hành chính
Xã Cây Gáo được chia thành 4 ấp: Cây Điệp, Suối Tiên, Tân Lập 1 & Tân Lập 2.